# 산동반점
"산동반점"(山東飯店)은 한국에서 제작된 김선경 감독의 1983년 영화이다. 서병헌 등이 주연으로 출연하였고 정도환 등이 제작에 참여하였다.

## 출연
- 서병헌
- 송정아
- 김영일
- 이재영
- 권성영
- 이희성
- 이화진
- 남포동
- 최명희
- 김명진
- 최화섭
- 지승룡
- 홍성찬
- 임재숙
- 강명자
- 김영란

## 스태프
- 제작: 정도환
- 기획: 김정조
- 각본: 김세호
- 촬영: 양영길
- 조명: 한희창
- 편집: 현동춘
- 음악: 정민섭
- 녹음: 유창국
- 효과: 윤덕영
- 현상: 세방현상소
- 의상: 이해윤
- 소품: 우종삼
- 분장: 이경려
- 스틸: 정기성
- 무술지도: 김영일
- 조감독: 조성구
- 촬영보: 신양균
- 조명보: 배상일
- 제작담당: 진호림
- 제작부장: 원수남, 안상무
- 감독: 김선경